# Campus centre (Montpellier)
Le campus du Centre n'est pas spécifiquement un campus mais c'est un lieu qui regroupe plusieurs composantes universitaires. Il est situé dans le centre-ville de la ville de Montpellier. Ce nom est aussi utilisé par l'Opération Campus de Languedoc-Roussillon Universités et ce secteur s'étend du centre historique jusqu'au Campus de SupAgro, le Campus Pharmacie et la Cité U Boutonnet (CROUS).

## Composantes
- Université de Montpellier :
  - Faculté de droit et science politique de Montpellier
  - Faculté de médecine de Montpellier
  - Jardin des plantes de Montpellier
  - Faculté de Pharmacie de Montpellier
  - Faculté d'éducation de Montpellier
  - Institut de botanique
  - L'ancienne Faculté des sciences de Montpellier et l'ancien Iut de montpellier (qui sont depuis 1970 dans le quartier Hôpitaux-Facultés)

- Université Paul-Valéry-Montpellier
- Université du tiers temps de Montpellier
- Montpellier SupAgro

## Galerie

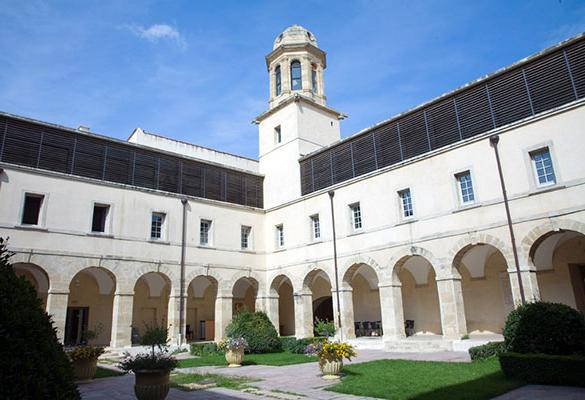
Cloitre de la Faculté de droit et science politique de Montpellier
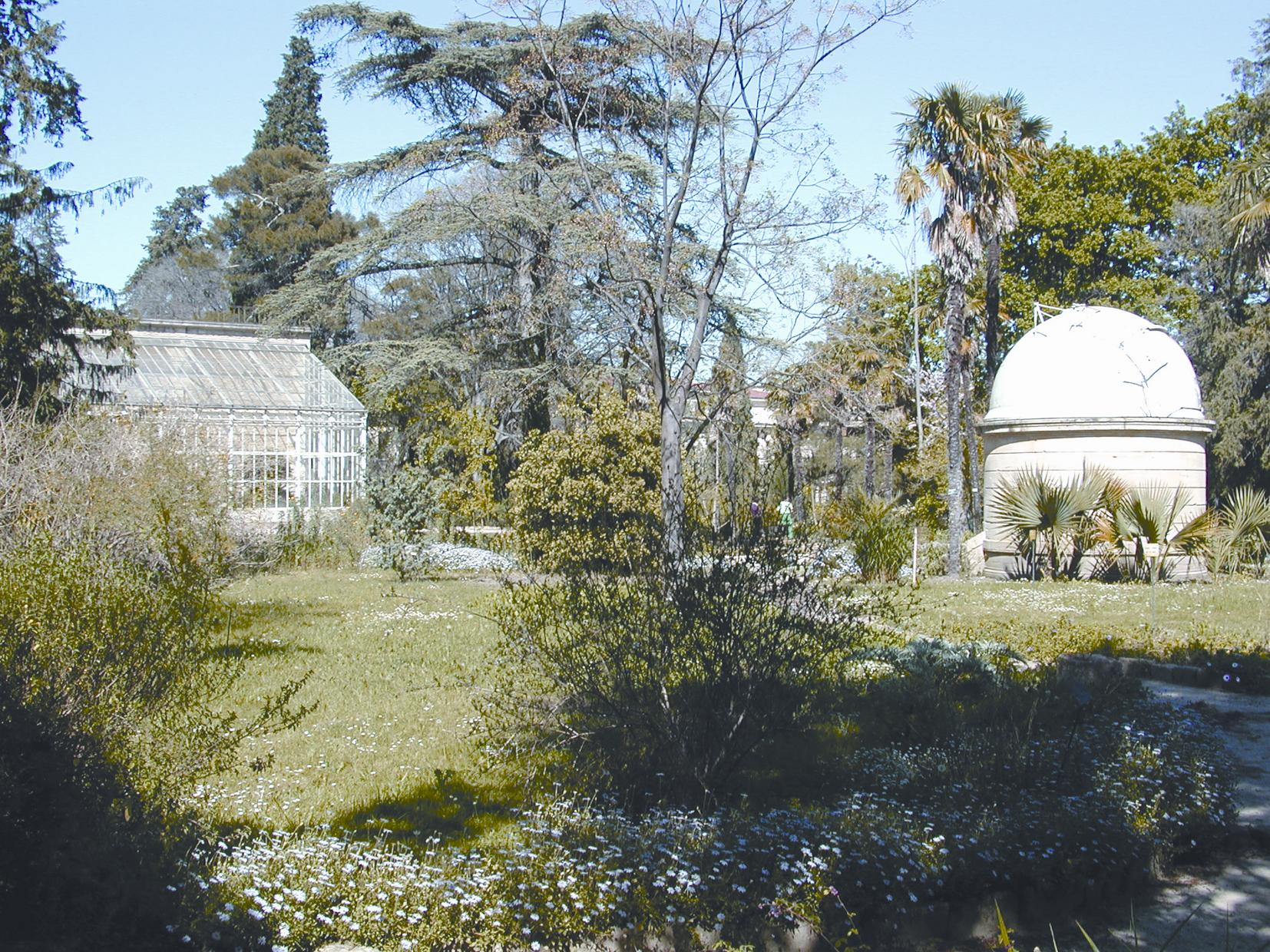
Jardin des plantes de Montpellier
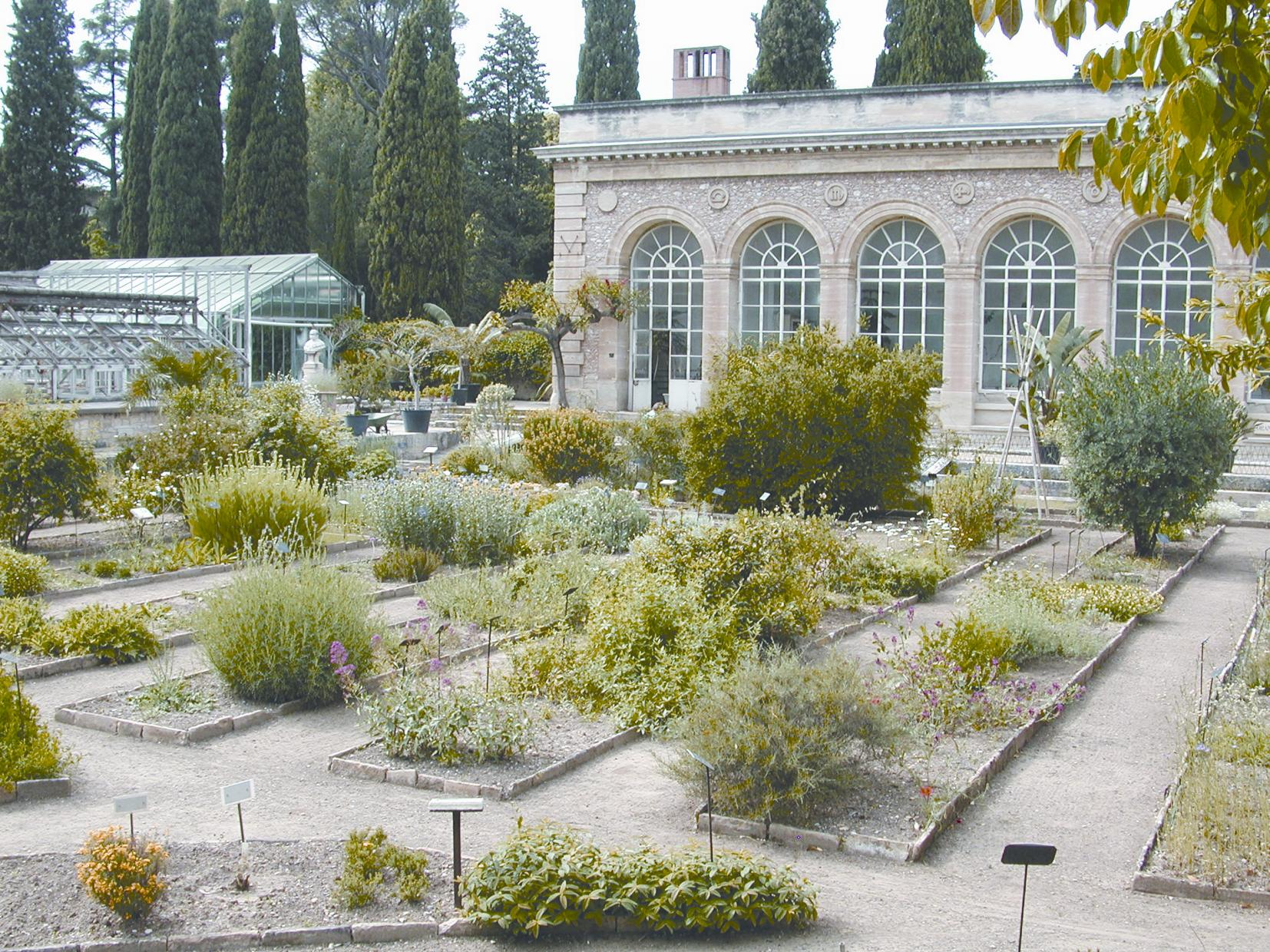
Jardin des plantes de Montpellier
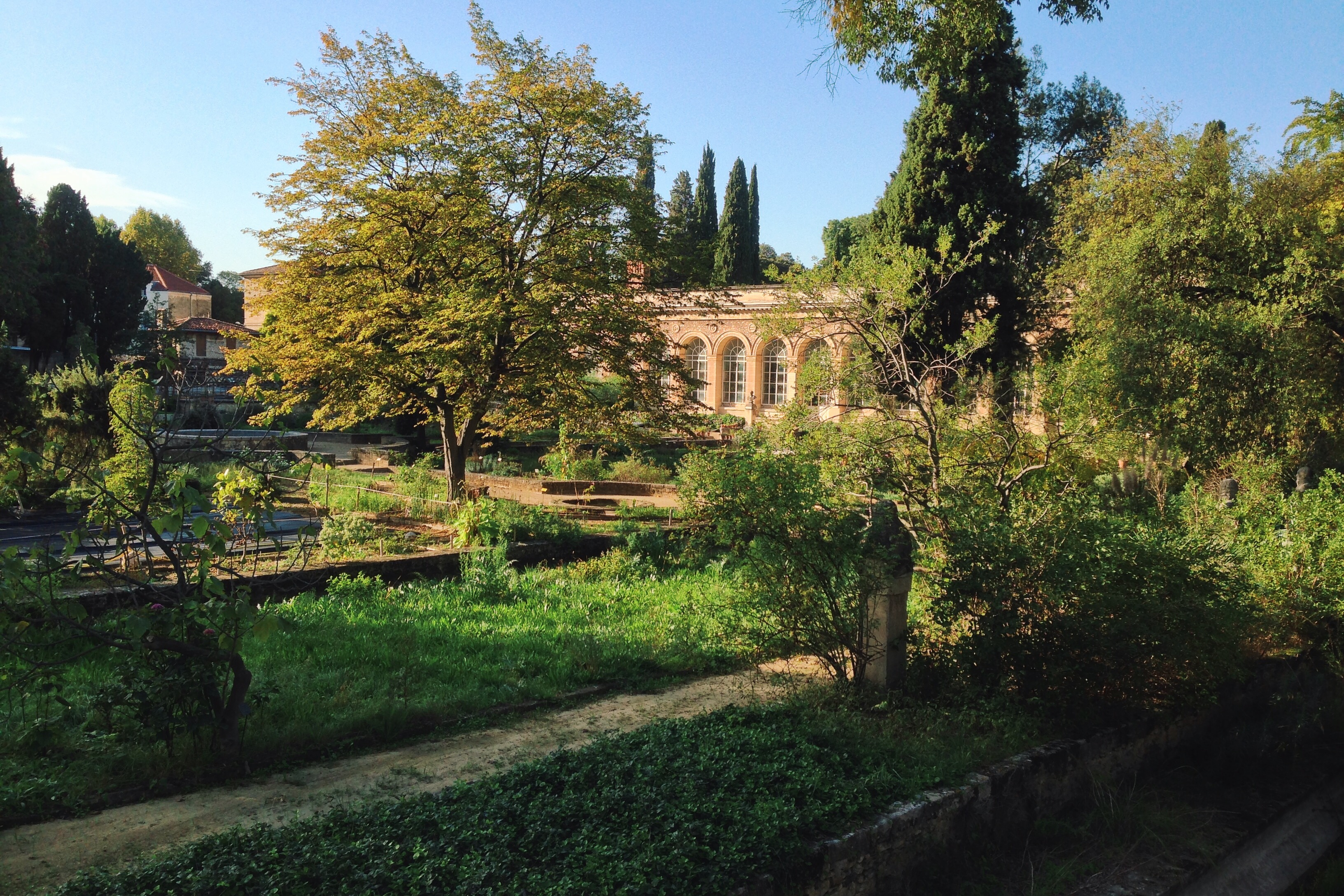
Jardin des plantes de Montpellier
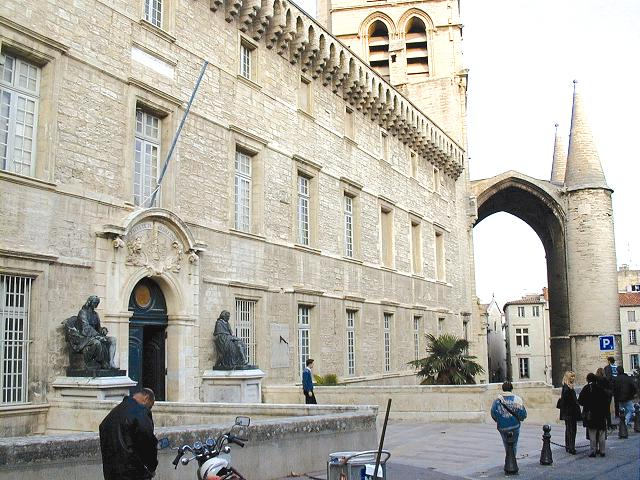
La Faculté de médecine de Montpellier